# La Féerie du jazz
Pour plus de détails, voir Fiche technique et Distribution.

La Féerie du jazz (titre original : King of Jazz) est un film musical américain en Technicolor réalisé par John Murray Anderson et sorti en 1930.
Il a reçu l'Oscar des meilleurs décors en 1930. Il est conservé en 2013 dans le National Film Registry des États-Unis.

## Synopsis
King of Jazz est une revue. Il n'y a pas de continuité narrative, simplement une série de numéros musicaux alternant avec des sketches comiques et d'autres courts segments d'introduction ou de liaison.
Les numéros musicaux sont de styles variés, pour plaire à un public familial. Ils s'adressent tour à tour aux jeunes, aux personnes âgées et aux personnes d'âge moyen.
Le film comporte le premier segment de dessin animé Technicolor, par les animateurs Walter Lantz (plus tard célèbre pour Woody Woodpecker et d'autres personnages) et Bill Nolan. Dans ce dessin animé, Whiteman chasse « dans la sombre Afrique », où il est poursuivi par un lion qu'il apaise en jouant un air au violon (Music Hath Charms, joué par Joe Venuti et Eddie Lang). Après qu'un éléphant ait jeté de l'eau sur un singe dans un arbre, le singe jette une noix de coco sur l'éléphant. Il le rate et frappe Whiteman à la tête. La bosse sur sa tête forme une couronne. Le maître de cérémonie Charles Irwin remarque ensuite : « Et c'est ainsi que Paul Whiteman a été couronné roi du jazz. »

## Fiche technique
- Titre original : King of Jazz
- Réalisation : John Murray Anderson  et Paul Fejos (non crédité)
- Scénario : Charles MacArthur
- Producteur : Carl Laemmle Jr.
- Sketches : Harry Ruskin
- Distribution : Universal Pictures
- Type: technicolor bichrome
- Costumes : Herman Rosse
- Musique : Ferde Grofé, James Dietrich
  - Rhapsody in Blue de George Gershwin
  - Chansons So The Bluebirds and The Blackbirds Got Together, musique de Harry Barris, paroles de Billy Moll; Mississippi Mud, paroles et musique de Harry Barris et James Cavanaugh; La Paloma, musique de Yradier; Cielito Lindo, traditionnel.
- Direction artistique : Herman Rosse
- Montage : Robert Carlisle
- Durée : 105 minutes
- Date de sortie : 
  - États-Unis : 17 aout 1930[3]

## Distribution

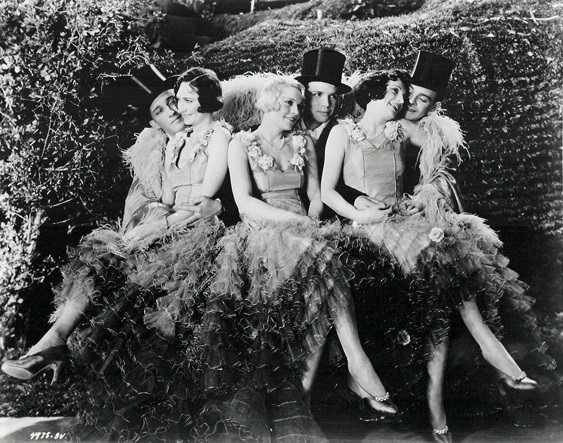
The Brox Sisters et les Rhythm Boys dans une scène du film.

- Paul Whiteman
- John Boles
- Laura La Plante
- Jeanette Loff
- Glenn Tryon
- William Kent
- Slim Summerville
- The Rhythm Boys
- Kathryn Crawford
- Carla Laemmle
- Stanley Smith
- Charles Irwin
- George Chiles
- Jack White
- Merna Kennedy
- The Brox Sisters

## Récompenses et distinctions
- Oscar des meilleurs décors lors de la 3e cérémonie des Oscars en 1930.

- Sélectionné en 2013 par la Bibliothèque du Congrès pour être conservé dans le National Film Registry des États-Unis en raison de son « importance culturelle, historique ou esthétique »[4].